# Carrizal (municipalité)
Pour les articles homonymes, voir Carrizal.
Carrizal est l'une des 21 municipalités de l'État de Miranda au Venezuela. Son chef-lieu est Carrizal. En 2011, la population s'élève à 51 712 habitants.

## Géographie

### Subdivisions
La municipalité est constituée d'une seule paroisse civile :
- Carrizal.